# Сурвајвор Србија: Панама
Сурвајвор Србија: Панама је српска верзија познатог ријалити ТВ шоуа Сурвајвор, смишљена и први пут емитована на Фокс телевизији.
Осим у Србији, емисија се емитовала и у Босни и Херцеговини на Алтернативној телевизији, у Македонији на А1 телевизији и Црној Гори на Телевизији Ин.
На Бисерна острва Панаме искрцало се 22 такмичара (11 мушкараца и 11 жена) који су се борили за преживљавање у немогућим условима 53 дана.
Водитељ је био Андрија Милошевић.
Снимање и такмичење почело је у четвртак 31. јула 2008. године на архипелагу Бисерна острва који је удаљен 80 км од Панама ситија, главног града Панаме.
Такмичари и екипа Сурвајвора вратили су се у Београд 1. октобра 2008. са снимљеним материјалом. Шоу је почео да се емитује 27. октобра 2008. године, а завршио се 18. фебруара 2009. у директном телевизијском преносу који је тада оборио све рекорде гледаности у Србији са 2 200 000 гледалаца (ово је такође и рекорд Фокс телевизије).
Победник је Немања Павлов, који је победио преостало двоје финалиста (Радослава Видојевића и Едиту Јанечку) гласовима 6-3-0, од чега је осам гласова од великог већа, а један од публике која је у финалној ноћи имала прилику да гласа и тиме учествује у избору јединог преживелог такмичара.
Победник је освојио новчану награду од 100.000 евра, као и аутомобил Нисан Патрол.
Осим за победника, публика је имала прилику да током целог трајања серијала гласа и за свог фаворита (тзв. „Фаворит публике"). Публика је највише гласова дала Немањи Росићу, који је победио испред Дарија Ћирића и Огњена Јаневског. Фаворит публике освојио је новчану награду у износу од 10.000 евра.

## Такмичари
| Такмичар                                           | Оригинално племе | Промешано племе | Уједињено племе | Пласман                                            | Укупно гласова |
| -------------------------------------------------- | ---------------- | --------------- | --------------- | -------------------------------------------------- | -------------- |
| Миодраг Јовановић 55, Београд                      | -                |                 |                 | 1. елиминисан 1. дан                               | 0              |
| Слободанка Тошић 22, Хан Пијесак, Република Српска | -                |                 |                 | 2. елиминисана 2. дан                              | 0              |
| Бојана Лукић-Јовковић 41, Београд                  | Армада           |                 |                 | 1. изгласана 4. дан                                | 7              |
| Тамара Јовичић 33, Чачак                           | Рока             |                 |                 | 2. изгласана 7. дан                                | 7              |
| Милош Тодоровић 46, Лазаревац                      | Рока             |                 |                 | 3. изгласан 10. дан                                | 8              |
| Саша Љубоја 34, Београд                            | Армада           |                 |                 | 4. изгласан 13. дан                                | 9              |
| Огњен Јаневски 24, Ваљево                          | Рока             |                 |                 | 5. изгласан 16. дан                                | 6              |
| Марија Грубач 25, Херцег Нови, Црна Гора           | Рока             |                 |                 | 6. изгласана 19. дан                               | 4              |
| Петар Обрадовић 32, Београд                        | Рока             |                 |                 | 7. изгласан 22. дан                                | 7              |
| Татјана Веснић 20, Београд                         | Армада           | Армада          |                 | 8. изгласана 25. дан                               | 6              |
| Вања Јелача 25, Нови Сад                           | Рока             | Рока            |                 | 9. изгласана 28. дан                               | 10             |
| Дарио Ћирић 31, Београд                            | Рока             | Рока            | Перла           | 10. изгласан 1. члан великог већа 32. дан          | 7              |
| Немања Росић 20, Београд                           | Рока             | Рока            | Перла           | 11. изгласан 2. члан великог већа 35. дан          | 10             |
| Вања Мандић 29, Нови Сад                           | Рока             | Рока            | Перла           | Одустала због повреде 3. члан великог већа 37. дан | 1              |
| Маја Лазаревић 26, Београд                         | Рока             | Армада          | Перла           | 12. изгласана 4. члан великог већа 41. дан         | 15             |
| Маја Лазаревић 26, Београд                         | Рока             | Рока            | Перла           | 12. изгласана 4. члан великог већа 41. дан         | 15             |
| Милош Бугарчић 32, Београд                         | Армада           | Армада          | Перла           | 13. изгласан 5. члан великог већа 44. дан          | 6              |
| Вања Радовић 32, Земун                             | Армада           | Армада          | Перла           | 14. изгласана 6. члан великог већа 47. дан         | 8              |
| Душко Ножинић 29, Сисак/Јагодина                   | Армада           | Армада          | Перла           | 15. изгласан 7. члан великог већа 50. дан          | 7              |
| Хана Стаматовић 26, Београд                        | Армада           | Армада          | Перла           | Елиминисана у борби 8. члан великог већа 53. дан   | 2              |
| Едита Јанечка 27, Зрењанин                         | Армада           | Рока            | Перла           | Треће место                                        | 0              |
| Едита Јанечка 27, Зрењанин                         | Армада           | Армада          | Перла           | Треће место                                        | 0              |
| Радослав Видојевић 31, Пале/Београд                | Армада           | Армада          | Перла           | Друго место                                        | 9              |
| Немања Павлов 29, Ваљево/Нови Сад                  | Армада           | Армада          | Перла           | Једини преживели                                   | 4              |

Укупно гласова - број гласова које су такмичари зарадили током племенских савета, чиме су изгласани из такмичења. Ово не укључује гласове са последњег племенског савета, на коме су гласови за победника.

## Игра
Кругови у овом делу представљају период од три дана (осим уколико није другачије назначено) сачињен од борби за награде, имунитет и специјалних борби, а завршава се племенским саветом.
| Круг бр. | Датум емитовања                           | Борбе                | Борбе                | Борбе                | Елиминисан(а) | Гласови     | Пласман                                            | Борба за тајни имунитет       |
| Круг бр. | Датум емитовања                           | Награда              | Имунитет             | Специјалне борбе     | Елиминисан(а) | Гласови     | Пласман                                            | Борба за тајни имунитет       |
| -------- | ----------------------------------------- | -------------------- | -------------------- | -------------------- | ------------- | ----------- | -------------------------------------------------- | ----------------------------- |
| 01       | Од 27. до 30. октобра 2008.               | Рока                 | Рока                 | Милош Б. (Едита)     | Миодраг       | Без гласања | 1. елиминисан 1. дан                               | -                             |
| 01       | Од 27. до 30. октобра 2008.               | Рока                 | Рока                 | Милош Б. (Едита)     | Слободанка    | Без гласања | 2. елиминисана 2. дан                              | -                             |
| 01       | Од 27. до 30. октобра 2008.               | Рока                 | Рока                 | Милош Б. (Едита)     | Бојана        | 7-3         | 1. изгласана 4. дан                                | -                             |
| 02       | Од 3. до 5. новембра 2008.                | Рока                 | Армада               | Маја                 | Тамара        | 7-3         | 2. изгласана 7. дан                                | -                             |
| 03       | Од 10. до 12. новембра 2008.              | Рока                 | Армада               | Милош Т. (Вања Ј.)   | Милош Т.      | 8-1         | 3. изгласан 10. дан                                | -                             |
| 04       | Од 17. до 19. новембра 2008.              | Рока                 | Рока                 | Радослав             | Саша          | 6-3         | 4. изгласан 13. дан                                | -                             |
| 05       | Од 24. до 26. новембра 2008.              | Рока                 | Армада               | Немања Р.            | Огњен         | 5-3         | 5. изгласан 16. дан                                | -                             |
| 06       | Од 1. до 3 децембра 2008.                 | Рока                 | Армада               | Немања Р. (Маја)     | Марија        | 4-2-1       | 6. изгласана 19. дан                               | -                             |
| 07       | Од 8. до 10. децембра 2008.               | Рока                 | Армада               | Дарио                | Патар         | 4-2         | 7. изгласан 22. дан                                | -                             |
| 08       | Од 15. до 17. децембра 2008.              | Армада               | Рока                 | Милош Б.             | Татјана       | 6-1-1       | 8. изгласана 25. дан                               | -                             |
| 09       | Од 22. до 24. децембра 2008.              | Армада               | Армада               | Дарио                | Вања Ј.       | 4-1         | 9. изгласана 28. дан                               | -                             |
| 10       | Од 29. децембра 2008. до 1. јануара 2009. | -                    | Немања Р.            | Немања Р., [Вања М.] | Дарио         | 7-5         | 10. изгласан 1. члан великог већа 32. дан          | -                             |
| 11       | Од 5. до 7. јануара 2009.                 | Душко                | Душко                | Милош Б.             | Немања Р.     | 8-3         | 11. изгласан 2. члан великог већа 35. дан          | -                             |
| 12       | Од 12. до 14. јануара 2009.               | Едита, [Вања Р.]     | Хана (Душко)         | Едита, [Душко]       | Вања М.       | Без гласања | Одустала због повреде 3. члан великог већа 37. дан | -                             |
| 12       | Од 12. до 14. јануара 2009.               | Едита, [Вања Р.]     | Хана (Душко)         | Едита, [Душко]       | Маја          | 8-1         | -                                                  | -                             |
| 13       | Од 19. до 21. јануара 2009.               | Радослав, [Милош Б.] | Милош Б.             | Вања Р.              | Маја          | 7-2-1       | 12. изгласана 4. члан великог већа 41. дан         | -                             |
| 14       | Од 26. до 28. јануара 2009.               | Сурвајвор аукција    | Немања П.            | Милош Б., [Вања Р.]  | Милош Б.      | 5-0         | 13. изгласан 5. члан великог већа 44. дан          | Вања Р. (Успешна) 42. дан     |
| 15       | Од 2. до 4. фебруара 2009.                | Немања П., [Едита]   | Радослав             | Радослав             | Вања Р.       | 4-2-1       | 14. изгласана 6. члан великог већа 47. дан         | Вања Р. (Неуспешна) 46. дан   |
| 16       | Од 9. до 11. фебруара 2009.               | Радослав, [Хана]     | Радослав             | Едита                | Душко         | 4-2         | 15. изгласан 7. члан великог већа 50. дан          | Немања П. (Неуспешан) 49. дан |
| 17       | Од 16. до 18. фебруара 2009.              | -                    | -                    | Радослав             | Хана          | Без гласања | Елиминисана у борби 8. члан великог већа 53. дан   | -                             |
| 17       | Од 16. до 18. фебруара 2009.              | -                    | -                    | Немања П.            | Хана          | Без гласања | Елиминисана у борби 8. члан великог већа 53. дан   | -                             |
| 17       | Од 16. до 18. фебруара 2009.              | -                    | -                    | Едита                | Хана          | Без гласања | Елиминисана у борби 8. члан великог већа 53. дан   | -                             |
| Финале   | 18. фебруар 2009.                         | Гласови великог већа | Гласови великог већа | Гласови великог већа | Едита         | 6-3-0       | Треће место                                        | -                             |
| Финале   | 18. фебруар 2009.                         | Гласови великог већа | Гласови великог већа | Гласови великог већа | Радослав      | 6-3-0       | Друго место                                        | -                             |
| Финале   | 18. фебруар 2009.                         | Гласови великог већа | Гласови великог већа | Гласови великог већа | Немања П.     | 6-3-0       | Једини преживели                                   | -                             |

У случају када су племена уједињена, такмичар који освоји награду или имунитет, приказан је као први у колони, или по абецеди када је у питању тимска борба; када један такмичар победи и позове остале да му се придруже у награди, ти такмичари су приказани у загради.

## Гласови
Редни број племенског савета (ПС) је скоро исти број као и круг од три дана где се на крају одржава племенски савет; елиминације које се дешавају ван племенског савета нису урачунате као број племенског савета, али се рачунају као круг од три дана. Број епизоде означен је на дан када се одржава племенски савет. Број епизоде такође приказује и дан када су такмичари одустали од такмичења из било ког разлога.
| Бр. ПС:        | -                   | -                      | 1                   | 2                   | 3                    | 4                | 5                 | 6                  | 7                 | 8                   | 9                   |  |  |  |  |  |  |  |  |  |  |  |  |  |  |  |  |  |
| Бр. епизоде:   | 1                   | 2                      | 4                   | 7                   | 10                   | 13               | 16                | 19                 | 22                | 25                  | 28                  |  |  |  |  |  |  |  |  |  |  |  |  |  |  |  |  |  |
| Елиминисан(а): | Миодраг Без гласања | Слободанка Без гласања | Бојана 7/10 гласова | Тамара 7/10 гласова | Милош Т. 8/9 гласова | Саша 6/9 гласова | Огњен 5/8 гласова | Марија 4/7 гласова | Петар 4/6 гласова | Татјана 6/8 гласова | Вања Ј. 4/5 гласова |  |  |  |  |  |  |  |  |  |  |  |  |  |  |  |  |  |
| Гласач         | Гласови             | Гласови                | Гласови             | Гласови             | Гласови              | Гласови          | Гласови           | Гласови            | Гласови           | Гласови             | Гласови             |  |  |  |  |  |  |  |  |  |  |  |  |  |  |  |  |  |
| Дарио          |                     |                        |                     | Тамара              | Милош Т.             |                  | Огњен             | Марија             | Петар             |                     | Вања Ј.             |  |  |  |  |  |  |  |  |  |  |  |  |  |  |  |  |  |
| Душко          |                     |                        | Саша                |                     |                      | Саша             |                   |                    |                   | Татјана             |                     |  |  |  |  |  |  |  |  |  |  |  |  |  |  |  |  |  |
| Едита          |                     |                        | Бојана              |                     |                      | Саша             |                   |                    |                   |                     |                     |  |  |  |  |  |  |  |  |  |  |  |  |  |  |  |  |  |
| Хана           |                     |                        | Бојана              |                     |                      | Саша             |                   |                    |                   | Татјана             |                     |  |  |  |  |  |  |  |  |  |  |  |  |  |  |  |  |  |
| Маја           |                     |                        |                     | Тамара              | Милош Т.             |                  | Петар             | Марија             | Петар             | Татјана             | Вања Ј.             |  |  |  |  |  |  |  |  |  |  |  |  |  |  |  |  |  |
| Милош Б.       |                     |                        | Саша                |                     |                      | Саша             |                   |                    |                   | Татјана             |                     |  |  |  |  |  |  |  |  |  |  |  |  |  |  |  |  |  |
| Немања П.      |                     |                        | Бојана              |                     |                      | Вања Р.          |                   |                    |                   | Хана                |                     |  |  |  |  |  |  |  |  |  |  |  |  |  |  |  |  |  |
| Немања Р.      |                     |                        |                     | Тамара              | Милош Т.             |                  | Петар             | Марија             | Петар             |                     | Вања Ј.             |  |  |  |  |  |  |  |  |  |  |  |  |  |  |  |  |  |
| Радослав       |                     |                        | Бојана              |                     |                      | Саша             |                   |                    |                   | Татјана             |                     |  |  |  |  |  |  |  |  |  |  |  |  |  |  |  |  |  |
| Вања М.        |                     |                        |                     | Вања Ј.             | Милош Т.             |                  | Огњен             | Немања Р.          | Вања Ј.           |                     | Вања Ј.             |  |  |  |  |  |  |  |  |  |  |  |  |  |  |  |  |  |
| Вања Р.        |                     |                        | Бојана              |                     |                      | Саша             |                   |                    |                   | Татјана             |                     |  |  |  |  |  |  |  |  |  |  |  |  |  |  |  |  |  |
| Вања Ј.        |                     |                        |                     | Тамара              | Милош Т.             |                  | Огњен             | Марија             | Петар             |                     | Вања М.             |  |  |  |  |  |  |  |  |  |  |  |  |  |  |  |  |  |
| Татјана        |                     |                        | Бојана              |                     |                      | Вања Р.          |                   |                    |                   | Душко               |                     |  |  |  |  |  |  |  |  |  |  |  |  |  |  |  |  |  |
| Петар          |                     |                        |                     | Тамара              | Милош Т.             |                  | Огњен             | Вања Ј.            | Вања Ј.           |                     |                     |  |  |  |  |  |  |  |  |  |  |  |  |  |  |  |  |  |
| Марија         |                     |                        |                     | Вања Ј.             | Милош Т.             |                  | Огњен             | Немања Р.          |                   |                     |                     |  |  |  |  |  |  |  |  |  |  |  |  |  |  |  |  |  |
| Огњен          |                     |                        |                     | Тамара              | Милош Т.             |                  | Петар             |                    |                   |                     |                     |  |  |  |  |  |  |  |  |  |  |  |  |  |  |  |  |  |
| Саша           |                     |                        | Бојана              |                     |                      | Вања Р.          |                   |                    |                   |                     |                     |  |  |  |  |  |  |  |  |  |  |  |  |  |  |  |  |  |
| Милош Т.       |                     |                        |                     | Тамара              | Огњен                |                  |                   |                    |                   |                     |                     |  |  |  |  |  |  |  |  |  |  |  |  |  |  |  |  |  |
| Тамара         |                     |                        |                     | Вања Ј.             |                      |                  |                   |                    |                   |                     |                     |  |  |  |  |  |  |  |  |  |  |  |  |  |  |  |  |  |
| Бојана         |                     |                        | Саша                |                     |                      |                  |                   |                    |                   |                     |                     |  |  |  |  |  |  |  |  |  |  |  |  |  |  |  |  |  |
| Слободанка     |                     |                        |                     |                     |                      |                  |                   |                    |                   |                     |                     |  |  |  |  |  |  |  |  |  |  |  |  |  |  |  |  |  |
| Миодраг        |                     |                        |                     |                     |                      |                  |                   |                    |                   |                     |                     |  |  |  |  |  |  |  |  |  |  |  |  |  |  |  |  |  |

| Бр. ПС:        | 10                 | 11                     | -                   | 12               | 13                | 14                   | 15                  | 16                | Борба            |         |         |         |
| Бр. епизоде:   | 32                 | 35                     | 37                  | 38               | 41                | 44                   | 47                  | 50                | 53               |         |         |         |
| Елиминисан(а): | Дарио 7/12 гласова | Немања Р. 8/11 гласова | Вања М. Без гласања | Маја 8/9 гласова | Маја 7/10 гласова | Милош Б. 6/6 гласова | Вања Р. 4/7 гласова | Душко 4/6 гласова | Хана Без гласања |         |         |         |
| Гласач         | Гласови            | Гласови                | Гласови             | Гласови          | Гласови           | Гласови              | Гласови             | Гласови           | Гласови          | Гласови | Гласови | Гласови |
| Немања П.      | Дарио              | Немања Р.              |                     | Маја             | Вања Р.           | Милош Б.             | Душко               | Душко             |                  |         |         |         |
| Радослав       | Дарио              | Немања Р.              |                     | Маја             | Маја              | Милош Б.             | Вања Р.             | Душко             |                  |         |         |         |
| Едита          | Дарио              | Немања Р.              |                     | Маја             | Маја              | Милош Б.             | Вања Р.             | Душко             |                  |         |         |         |
| Хана           | Дарио              | Немања Р.              |                     | Маја             | Маја              | Милош Б.             | Хана                | Немања П.         |                  |         |         |         |
| Душко          | Дарио              | Немања Р.              |                     | Маја             | Маја              | Милош Б.             | Вања Р.             | Немања П.         |                  |         |         |         |
| Вања Р.        | Дарио              | Немања Р.              |                     | Маја             | Маја Немања П.    | Милош Б.             | Душко               |                   |                  |         |         |         |
| Милош Б.       | Дарио              | Немања Р.              |                     | Маја             | Маја              | Вања Р.              |                     |                   |                  |         |         |         |
| Маја           | Радослав           | Радослав               |                     | Радослав         | Немања П.         |                      |                     |                   |                  |         |         |         |
| Вања М.        | Радослав           | Радослав               |                     |                  |                   |                      |                     |                   |                  |         |         |         |
| Немања Р.      | Радослав           | Радослав               |                     |                  |                   |                      |                     |                   |                  |         |         |         |
| Дарио          | Радослав           |                        |                     |                  |                   |                      |                     |                   |                  |         |         |         |

| Глсови великог већа | Глсови великог већа | Глсови великог већа  | Глсови великог већа   |
| ------------------- | ------------------- | -------------------- | --------------------- |
| Финалисти:          | Едита 0/9 гласова   | Радослав 3/9 гласова | Немања П. 6/9 гласова |
| Велико веће         | Гласови             | Гласови              | Гласови               |
| Глас публике        |                     |                      | Немања П.             |
| Хана                |                     | Радослав             |                       |
| Душко               |                     | Радослав             |                       |
| Вања Р.             |                     |                      | Немања П.             |
| Милош Б.            |                     | Радослав             |                       |
| Маја                |                     |                      | Немања П.             |
| Вања М.             |                     |                      | Немања П.             |
| Немања Р.           |                     |                      | Немања П.             |
| Дарио               |                     |                      | Немања П.             |

## Контроверзе
Током директног преноса финала, само десет минута пре проглашења победника, Радослав Видојевић је оптужио финалисту Немању Павлова да је купио гласове четири члана Племенског већа. Павлов је проглашен за победника без обзира на то. Радослав је тврдио да је Немања Павлов дао по 3.000 евра за сваки глас у финалу.